# Osvaldo Civirani
Osvaldo Civirani (Roma, 19 maggio 1917 – Roma, 14 febbraio 2008) è stato un produttore cinematografico, regista e fotografo italiano.

## Biografia
Ha iniziato la sua carriera come fotografo di scena dal 1931 per la Cines, fino al 1964. In questa veste è stato sul set dei film Ossessione di Luchino Visconti (1943), Gelosia di Pietro Germi e per le pellicole della serie di Don Camillo.
Dal 1963 ha realizzato la regia di diversi film commerciali fino al 1978, firmandosi spesso con lo pseudonimo di Richard Kean.
In seguito ha scritto due libri: Un fotografo a Cinecittà e La donna dei sogni, nel quale Civirani ha voluto raccogliere le memorie ed esperienze di tutta una vita dedicata al cinema. Riposa nel cimitero del Verano a Roma.

## Filmografia
- Sexy proibito (1963)
- Tentazioni proibite (1963)
- Ercole contro i figli del sole (1964)
- Kindar l'invulnerabile (1964)
- Operazione poker (1965)
- L'affare Beckett (1966)
- Il figlio di Django (1967)
- Ric e Gian alla conquista del West (1967)
- Uno sceriffo tutto d'oro (1967)
- Lucrezia (1968)
- T'ammazzo!... Raccomandati a Dio (1968)
- Le Mans - Scorciatoia per l'inferno (1970)
- Quel giorno Dio non c'era (1970)
- I due della F. 1 alla corsa più pazza, pazza del mondo (1971)
- I due pezzi da novanta (1971)
- Il diavolo a sette facce (1971)
- I due figli dei Trinità (1972)
- I due gattoni a nove code... e mezza ad Amsterdam (1972)
- Il pavone nero (1974)
- La ragazza dalla pelle di corallo (1976)

## Riconoscimenti
- 1970: medaglia d'oro dell'Associazione generale italiana dello spettacolo per i 25 anni di carriera cinematografica
- 1991: medaglia d'oro del Centro studi di cultura, promozione e diffusione del cinema, per le fotografie di scena del film  Ossessione di Luchino Visconti (1943), per aver realizzato per primo immagini degli attori sul set invece che fotografie degli attori in posa.
- 2000: laurea honoris causa dell'Institute of Arts and Sciences della Leibniz University di Santa Fe (Nuovo Messico) per la sua carriera di fotografo di scena.